# Internationale Filmfestspiele Berlin 1995
Die 45. Internationalen Filmfestspiele Berlin fanden vom 9. Februar bis zum 20. Februar 1995 statt.
Die Berlinale feierte in diesem Jahr ein dreifaches Jubiläum: 45 Jahre Berlinale, 25 Jahre „Internationales Forum des jungen Films“ und 100 Jahre Film. Außerdem war das Festival geprägt vom Abschied der beiden im Jahr zuvor verstorbenen Manfred Salzgeber und Wolf Donner. Salzgeber war der Gründer der Sektion Panorama. Ihm zu Ehren wurde sein Lieblingsfilm Monsieur Verdoux von Charlie Chaplin gezeigt. Wolf Donner leitete von 1977 bis 1979 die Berlinale. Ihm wurde mit einer Wiederaufführung des Films Deutschland im Herbst gedacht.

## Sektion Wettbewerb
Im offiziellen Wettbewerb stellten sich in diesem Jahr folgende Filme dem Urteil der internationalen Jury:
| Filmtitel                                 | Regisseur                              | Produktionsland                  | Darsteller (Auswahl)                                       |
| The Addiction                             | Abel Ferrara                           | USA                              | Lili Taylor, Christopher Walken, Annabella Sciorra         |
| Before Sunrise                            | Richard Linklater                      | USA, Österreich, Schweiz         | Ethan Hawke, Julie Delpy                                   |
| Butterfly Kiss                            | Michael Winterbottom                   | Großbritannien                   | Amanda Plummer                                             |
| Midaq Alley                               | Jorge Fons                             | Mexiko                           | Salma Hayek                                                |
| Colpo di luna                             | Alberto Simone                         | Italien, Niederlande, Frankreich | Tchéky Karyo, Nino Manfredi                                |
| Gui tu                                    | Raymond Leung                          | Hongkong                         |                                                            |
| Hades                                     | Herbert Achternbusch                   | Deutschland                      | Herbert Achternbusch                                       |
| Hong fen                                  | Li Shaohong                            | VR China, Hongkong               |                                                            |
| Hong meigui, bai meigui                   | Stanley Kwan                           | Hongkong, Taiwan                 | Joan Chen                                                  |
| 101 Nacht – Die Träume des M. Cinéma      | Agnès Varda                            | Frankreich, Großbritannien       | Michel Piccoli, Marcello Mastroianni                       |
| Der Lockvogel                             | Bertrand Tavernier                     | Frankreich                       | Marie Gillain                                              |
| Nobody’s Fool – Auf Dauer unwiderstehlich | Robert Benton                          | USA                              | Paul Newman, Jessica Tandy, Bruce Willis, Melanie Griffith |
| Pjessa dlja passaschira                   | Wadim Abdraschitow                     | Russland                         |                                                            |
| El Rey del río                            | Manuel Gutiérrez Aragón                | Spanien                          | Carmen Maura                                               |
| Sh’Chur                                   | Shmuel Hasfari                         | Israel                           | Gila Almagor                                               |
| Smoke                                     | Wayne Wang                             | USA                              | Harvey Keitel, William Hurt, Forest Whitaker               |
| Ein Sommer voller Geheimnisse             | Marius Holst                           | Norwegen                         |                                                            |
| Sommerschnee                              | Ann Hui                                | Hongkong                         | Josephine Siao, Roy Chiao                                  |
| Stummer Schrei                            | Bruce Beresford                        | USA                              | Richard Dreyfuss, Linda Hamilton, John Lithgow             |
| Taebek sanmaek                            | Im Kwon-taek                           | Südkorea                         |                                                            |
| Transatlantis                             | Christian Wagner                       | Deutschland                      | Daniel Olbrychski, Jörg Hube                               |
| Un bruit qui rend fou                     | Alain Robbe-Grillet, Dimitri de Clercq | Frankreich, Belgien, Schweiz     | Fred Ward, Arielle Dombasle                                |
| Wenn die Nacht beginnt                    | Patricia Rozema                        | Kanada                           | Pascale Bussières, Rachael Crawford, Henry Czerny          |

## Internationale Jury
Präsidentin der diesjährigen Berlinale war die Israelin Lia van Leer. Unter ihrer Führung wählten folgende Jurymitglieder die Preisträger aus: Georgi Djulgerow, Gaowa Siqin, Alfred Hirschmeier, Christiane Hörbiger, Wadim Jussow,  Michael Kutza, Pilar Miró, Tsai Ming-liang.

## Preisträger
- Goldener Bär: Den Goldenen Bären gewann in diesem Jahr der französische Regisseur Bertrand Tavernier für Der Lockvogel.
- Silberne Bären wurden in folgenden Kategorien vergeben:
  - Beste Regie: Richard Linklater
  - Beste Schauspielerin: Josephine Siao in Sommerschnee  (女人四十 / Nu ren si shi)
  - Bester Schauspieler: Paul Newman in Nobody’s Fool – Auf Dauer unwiderstehlich
  - Für besondere künstlerische Leistungen: das gesamte Team von Hong fen und Wadim Abdraschitow für Pjessa dlja passaschira
  - Spezialpreis der Jury: Wayne Wang und Harvey Keitel für Smoke

## Goldener Ehrenbär
Den Goldenen Ehrenbären für sein Lebenswerk erhielt in diesem Jahr der französische Schauspieler Alain Delon.

## Weitere Preise
- Teddy Award (Dokumentarfilm): Complaints of a Dutiful Daughter von Deborah Hoffman
- Teddy Award (Spielfilm): Dupe od mramora von Želimir Žilnik, The Last Supper von Cynthia Roberts, Der Priester von Antonia Bird
- Preis der Ökumenischen Jury (Wettbewerb): Sommerschnee von Ann Hui
- Preis der Ökumenischen Jury (Forum): Berge versetzen von Michael Apted und Russische Symphonie von Konstantin Lopuschanski
- Der Blaue Engel: Ein Sommer voller Geheimnisse von Marius Holst
- Caligari-Filmpreis (Forum): Complaints of a Dutiful Daughter von Deborah Hoffman und Madagascar von Fernando Pérez
- Wolfgang-Staudte-Preis: Mina Shum für Double Happiness